# Квінт Кассій Лонгін (народний трибун)
Квінт Кассій Лонгін (*Quintus Cassius Longinus, 85 до н. е. —47 до н. е.) — політичний та військовий діяч Римської республіки.

## Життєпис
Походив з впливового плебейського роду Кассіїв. Син Гая Кассія Лонгіна, консула 73 року до н. е.
З 57 року до н. е. входив до колегії авгурів У 55 році до н. е. обіймав посаду монетарія. У 52 році до н. е. без жереба призначений квестором Гнея Помпея у провінції Дальня Іспанія. Під час своєї каденції здобув ненависть місцевого населення за своє здирництво і піддався замаху. У 51 році до н. е., після повернення до Риму зіткнувся з політичними труднощами. Був притягнутий до суду Луцієм Лукцеем, але виправдався.
Обраний народним трибуном на 49 рік до н. е. У січні намагався захистити інтереси Гая Цезаря, домігся проголошення його листів сенату і наклав вето на спрямовану проти нього постанову. Після прийняття senatus consultum ultimum змушений був тікати до Цезаря, надавши тим самим йому привід для початку військових дій.
Після вторгнення у 49 році до н. е. Цезаря до Італії поставлений на чолі загону. Незабаром захопив Анкону, але був вибитий з неї. У Римі скликав засідання сенату, на якому виступив Цезар, потім разом з ним вирушив до Іспанії.
Після битви при Ілерді спрямований Цезарем у Дальню Іспанію з двома легіонами, після капітуляції Марка Варрона призначений намісником Дальньої Іспанії. тут вів війну з лузітанами, захопив Медобрігу і Гермінейські гори, був проголошений імператором. Встановив високі податки, а отримавши наказ Цезаря про підготовку війни з царем Юбою, призначив нові контрибуції. Цим знову викликав невдоволення місцевого населення і у 48 році до н. е. піддався замаху, за яким виникло повстання двох легіонів, підтримане лузітанами. До повсталих прилучилася Кордуба і на їхній бік перейшов квестор Касія Марк Марцелл Езернін. Касій був обложений в Уліі, але військові дії велися мляво. Наприкінці 48 року до н. е. у конфлікт втрутився Марк Емілій Лепід, намісник Ближньої Іспанії. Він об'єднав сили з Марцеллом, а Касію був наданий шлях до відступу.
Напочатку 47 року до н. е. до провінції прибув наступник Касія Гай Требоній. Кассій не зважився вступити з ним у зіткнення, вирушив в Малагу, звідти відплив до Італії, але в гирлі Ібера загинув в корабельній аварії.

## Родина
- Квінт Кассій Лонгін